# Théorème de récurrence de Poincaré
Pour les articles homonymes, voir Récurrence et Théorème de Poincaré.
Le théorème de récurrence de Poincaré dit que, pour presque toutes les « conditions initiales », un système dynamique conservatif dont l'espace des phases est de « volume » fini va repasser au cours du temps aussi près que l'on veut de sa condition initiale, et ce de façon répétée.

## Contexte

### Système dynamique
Soit un système dynamique mesuré, c’est-à-dire un triplet {\displaystyle (X,\mu ,\phi )} où :
- {\displaystyle X} est un espace mesurable, qui représente l'espace des phases du système.
- {\displaystyle \mu } est une mesure finie sur {\displaystyle X},
- {\displaystyle \phi :X\to X} est une fonction mesurable préservant la mesure {\displaystyle \mu }, c’est-à-dire telle que :

| {\displaystyle \forall \ A\subset X\ ,\quad (\mu \circ \phi ^{-1})(A)\ =\ \mu \left[\phi ^{-1}(A)\right]\ =\ \mu (A)}. |

### Récurrence d'un point
Soit {\displaystyle A\subset X} un sous-ensemble mesurable. Un point {\displaystyle x\in X} est dit récurrent par rapport à {\displaystyle A} si
| {\displaystyle \phi ^{k}(x)\in A} pour une infinité d'entiers {\displaystyle k}. |

Autrement dit : {\displaystyle x} est récurrent par rapport à {\displaystyle A} si pour tout entier naturel {\displaystyle p}, il existe un entier {\displaystyle k\geq p} tel que {\displaystyle \phi ^{k}(x)\in A}, c'est-à-dire si {\displaystyle x\in \cap _{p\in \mathbb {N} }\cup _{k\geq p}\phi ^{-k}(A)}.

## Théorème de récurrence de Poincaré
Soit {\displaystyle A\subset X} un sous-ensemble mesurable pour la mesure {\displaystyle \mu }. Alors, presque tous les points de {\displaystyle A} sont récurrents par rapport à {\displaystyle A},.

## Histoire
Le théorème a été publié par Poincaré en 1890 dans l'article Sur le problème des trois corps et les équations de la dynamique. Ce mémoire vaudra à son auteur le prix du roi Oscar, roi de Norvège et de Suède et passionné de mathématiques. Le jury était composé de Weierstrass, Mittag-Leffler et Hermite. L'histoire de ce mémoire est célèbre.